# Eduardo Souto de Moura
Eduardo Elísio Machado Souto de Moura (Porto, 25 juli 1952) is een Portugees architect. 
Samen met Fernando Távora en Álvaro Siza wordt hij gezien als kerndocent van de "Porto School of Architecture" alwaar hij hoogleraar is. In de Benelux realiseerde hij het crematorium 'Uitzicht' te Kortrijk.
In 2001 ontving hij de Heinrich Tessenow-medaille. In 2011 werd hij vereerd met de prestigieuze Pritzkerprijs. In oktober 2011 vond een overzichtstentoonstelling plaats rond het werk van Souto de Moura in het Broelmuseum te Kortrijk. 

## Werk
Souto de Moura's realisaties omvatten onder andere:
- 2003 Estádio Municipal de Braga
- Paula Rego House of Stories – Paula Rego Museum
- Burgo Empreendimento – kantoorgebouwen, Avenida da Boavista, Porto[1]
- 2008 Centrum voor Hedendaagse Kunst Graça Morais
- 2010-2011 Crematorium 'Uitzicht' te Kortrijk

## Galerij

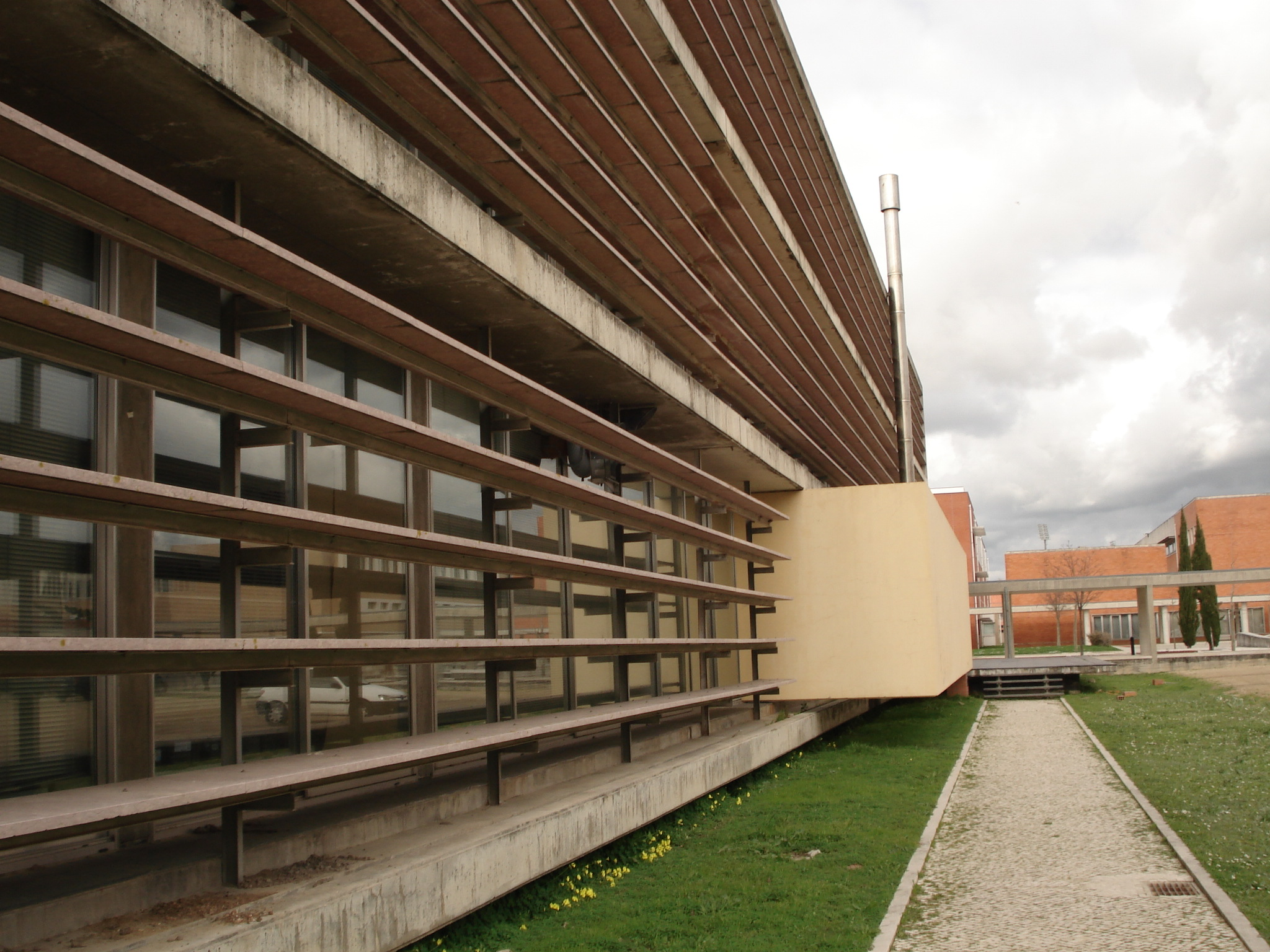
Universiteit van Aveiro (Afdeling van Geowetenschappen)
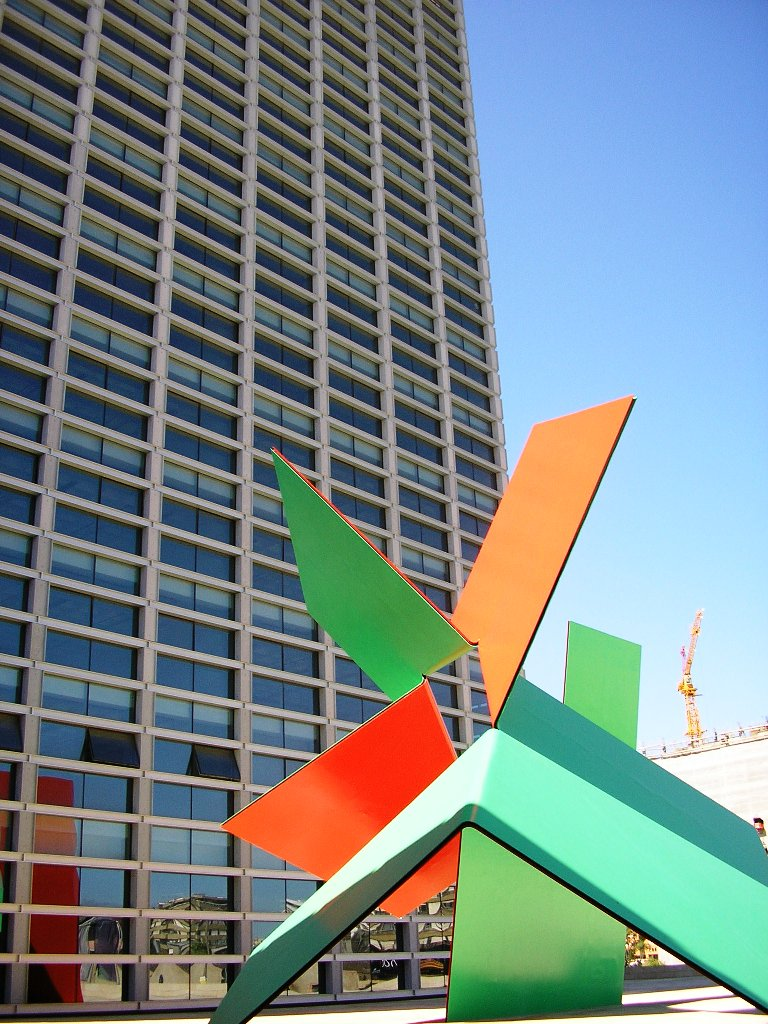
Burgo Empreendimento, in Porto, met beeldhouwwerk van Ângelo de Sousa
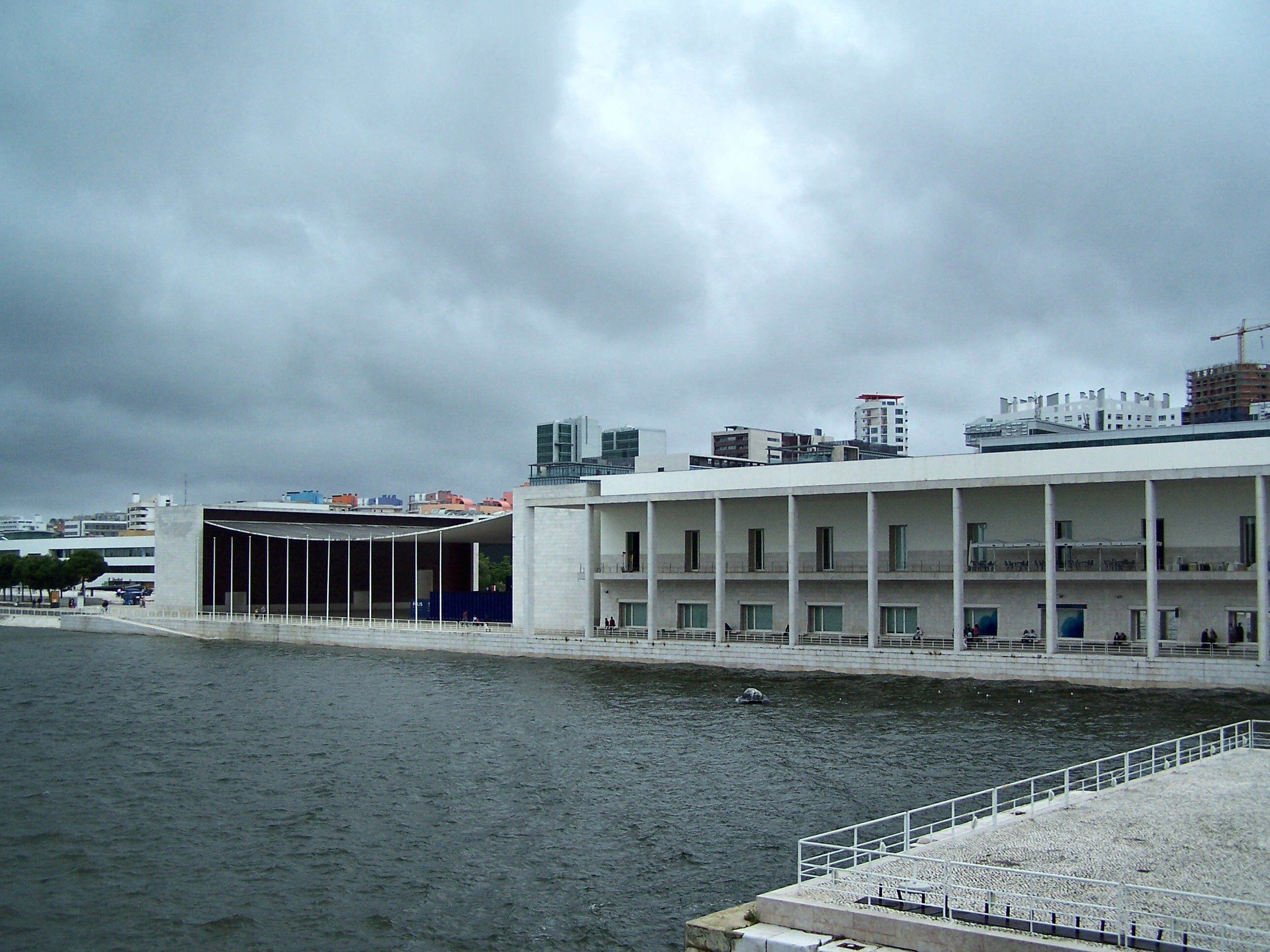
Pavilhão de Portugal, samenwerking met Siza Vieira
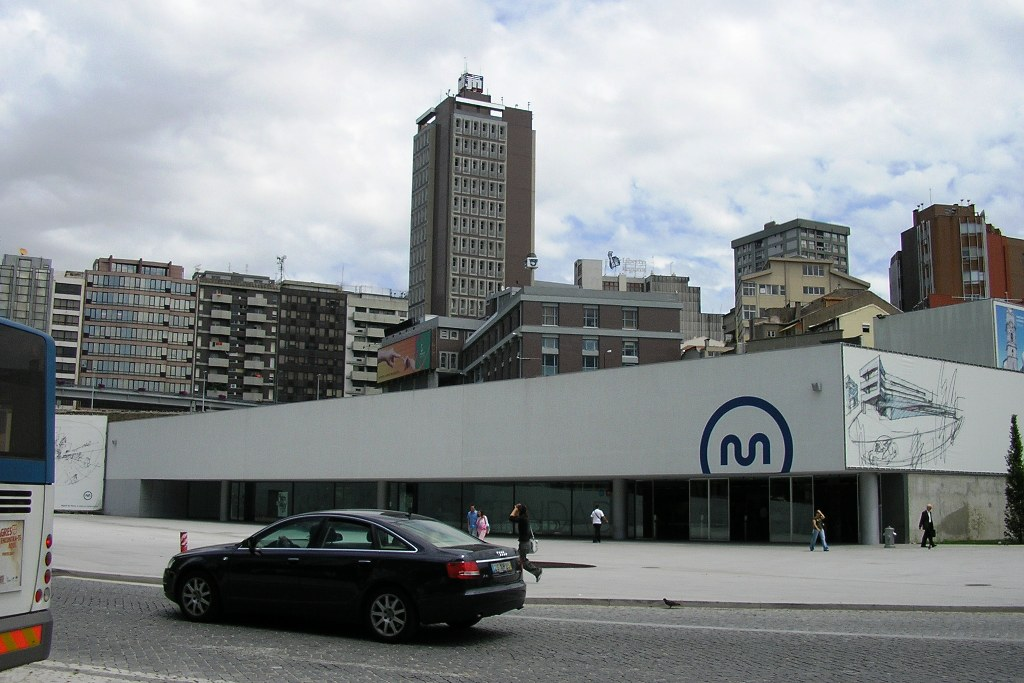
Trindade station, Metro van Porto
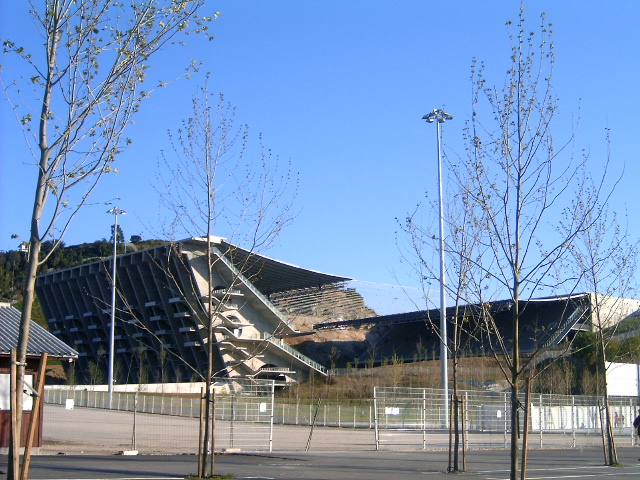
Estádio Municipal de Braga, Braga
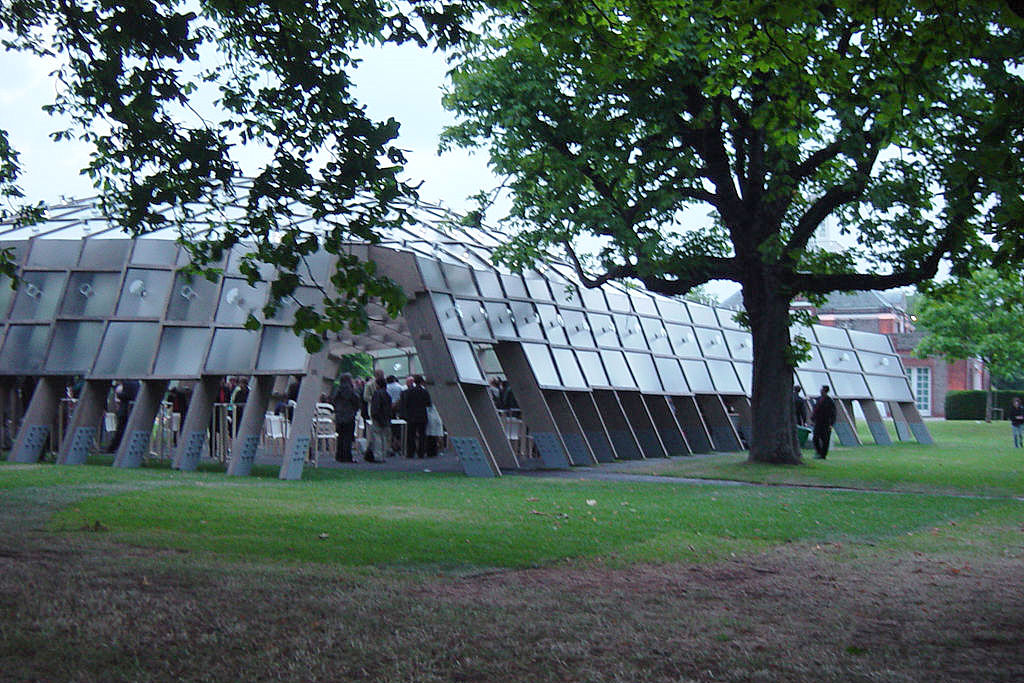
Serpentine Gallery Paviljoen in London

- Bibsys: 90828259
- Biblioteca Nacional de España: XX950466
- Bibliothèque nationale de France: cb134974734 (data)
- Catàleg d'autoritats de noms i títols de Catalunya: 981058513885806706
- CiNii: DA09081078
- Gemeinsame Normdatei: 119224895
- International Standard Name Identifier: 0000 0000 8411 5323
- Library of Congress Control Number: nr91015609
- Bibliotheek van het Japanse parlement: 01196662
- Nationale Bibliotheek van Tsjechië: kv2010540380
- Nationale Bibliotheek van Israël: 987007428863805171
- Nederlandse Thesaurus van Auteursnamen: 169386821
- RKD-Nederlands Instituut voor Kunstgeschiedenis: 327746
- LIBRIS: 263152
- Système universitaire de documentation: 059376163
- Union List of Artist Names: 500090954
- Virtual International Authority File: 114351975
- WorldCat: E39PBJcwFQVVvyr7d6dgHGKKh3

Philip Johnson (1979) · Luis Barragán (1980) · James Stirling (1981) · Kevin Roche (1982) · I.M. Pei (1983) · Richard Meier (1984) · Hans Hollein (1985) · Gottfried Böhm (1986) · Kenzo Tange (1987) · Gordon Bunshaft en Oscar Niemeyer (1988) · Frank Gehry (1989) · Aldo Rossi (1990) · Robert Venturi (1991) · Álvaro Siza (1992) · Fumihiko Maki (1993) · Christian de Portzamparc (1994) · Tadao Ando (1995) · Rafael Moneo (1996) · Sverre Fehn (1997) · Renzo Piano (1998) · Norman Foster (1999) · Rem Koolhaas (2000) · Herzog & de Meuron (2001) · Glenn Murcutt (2002) · Jørn Utzon (2003) · Zaha Hadid (2004) · Thom Mayne (2005) · Paulo Mendes da Rocha (2006) · Richard Rogers (2007) · Jean Nouvel (2008) · Peter Zumthor (2009) · Kazuyo Sejima en Ryue Nishizawa (SANAA) (2010) · Eduardo Souto de Moura (2011) · Wang Shu (2012) · Toyo Ito (2013) · Shigeru Ban (2014) · Frei Otto (2015) · Alejandro Aravena (2016) · Rafael Aranda, Carme Pigem en Ramon Vilalta (RCR Arquitectes) (2017) · Balkrishna Doshi (2018) · Arata Isozaki (2019) · Grafton Architects (2020) · Anne Lacaton en Jean-Philippe Vassal (2021) · Francis Kéré (2022) · David Chipperfield (2023)